# Alvar Andersson (möbelarkitekt)
Rolf Alvar Mauritz Andersson, född 23 oktober 1903 i Katarina församling, död 11 november 1976 i Sollentuna församling, var en svensk möbelarkitekt.
Alvar Andersson arbetade 1927–1932 vid Hyresgästernas Möbelaffärs ritkontor och ritade där bland annat förvaringsmöbler som kunde kombineras efter behov. Åren 1932–1938 var han anställd hos David Blomberg och 1940–1944 vid Ferdinand Lundqvist & Co:s ritkontor. Andersson var 1944–1949 och 1950–1952 chef för AB Svenska kontorsmöbelindustriers ritkontor.